# Biskupice (Byczyna)

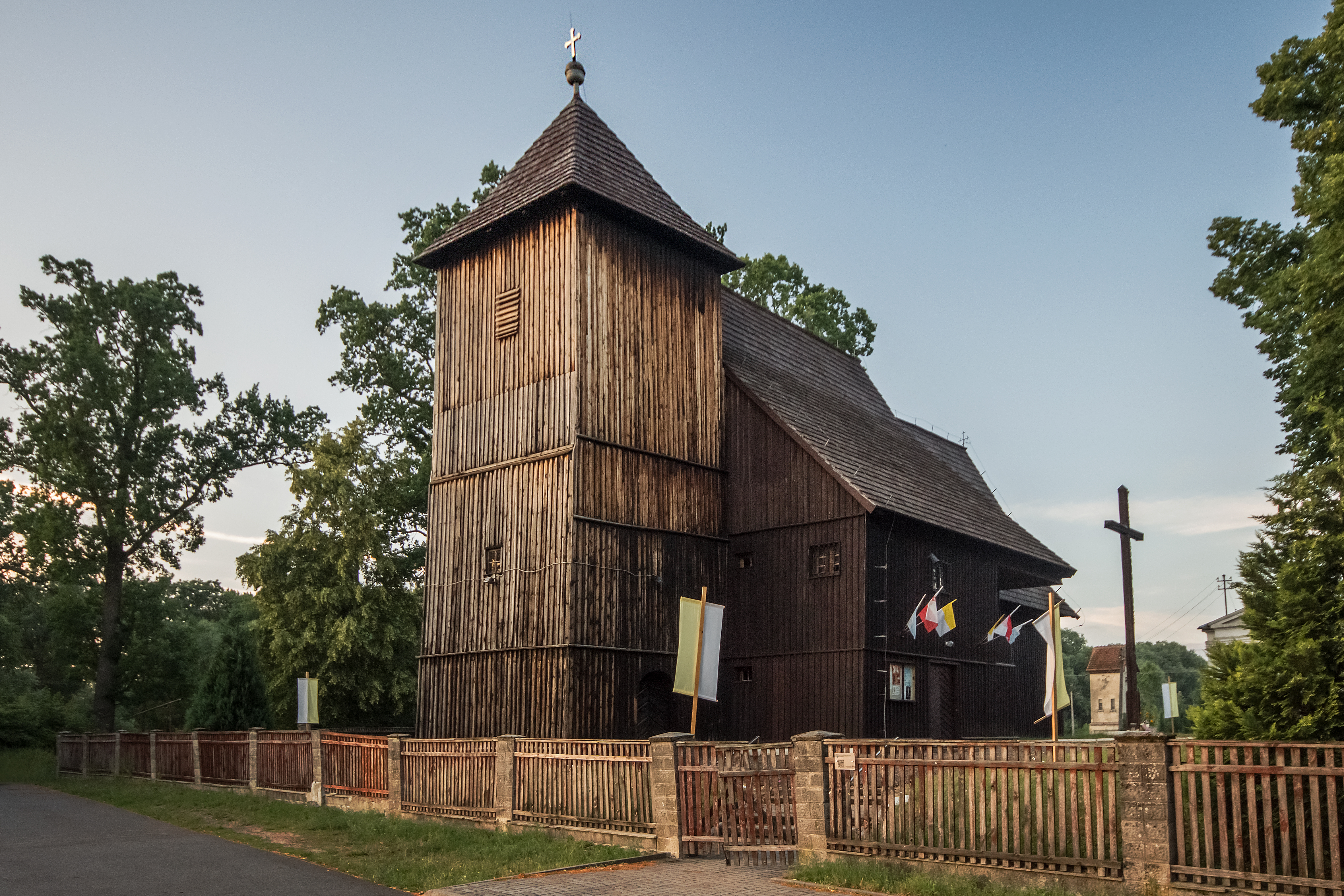
Schrotholzkirche St. Johannes

Biskupice (deutsch Bischdorf) ist ein Ort der Gmina Byczyna in der Woiwodschaft Opole in Polen.

## Geographie

### Geographische Lage
Biskupice liegt im nordwestlichen Teil Oberschlesiens im Kreuzburger Land. Das Dorf Biskupice liegt rund drei Kilometer südwestlich vom Gemeindesitz Byczyna, rund 16 Kilometer nördlich der Kreisstadt Kluczbork und etwa 58 Kilometer nordöstlich der Woiwodschaftshauptstadt Oppeln.
Durch den Ort verläuft die Landesstraße Droga krajowa 11. Biskupice besitzt mit der Station Biskupice koło Kluczborka einen Haltepunkt an der Bahnstrecke Kluczbork–Poznań.

### Nachbarorte
Nachbarorte von Biskupice sind im Nordwesten Polanowice (Polanowitz), im Norden der Gemeindesitz Byczyna (Pitschen), im Osten Paruszowice  (Baumgarten), im Süden Sarnów (Sarnau) und im Westen Kochłowice (Kochelsdorf).

## Geschichte

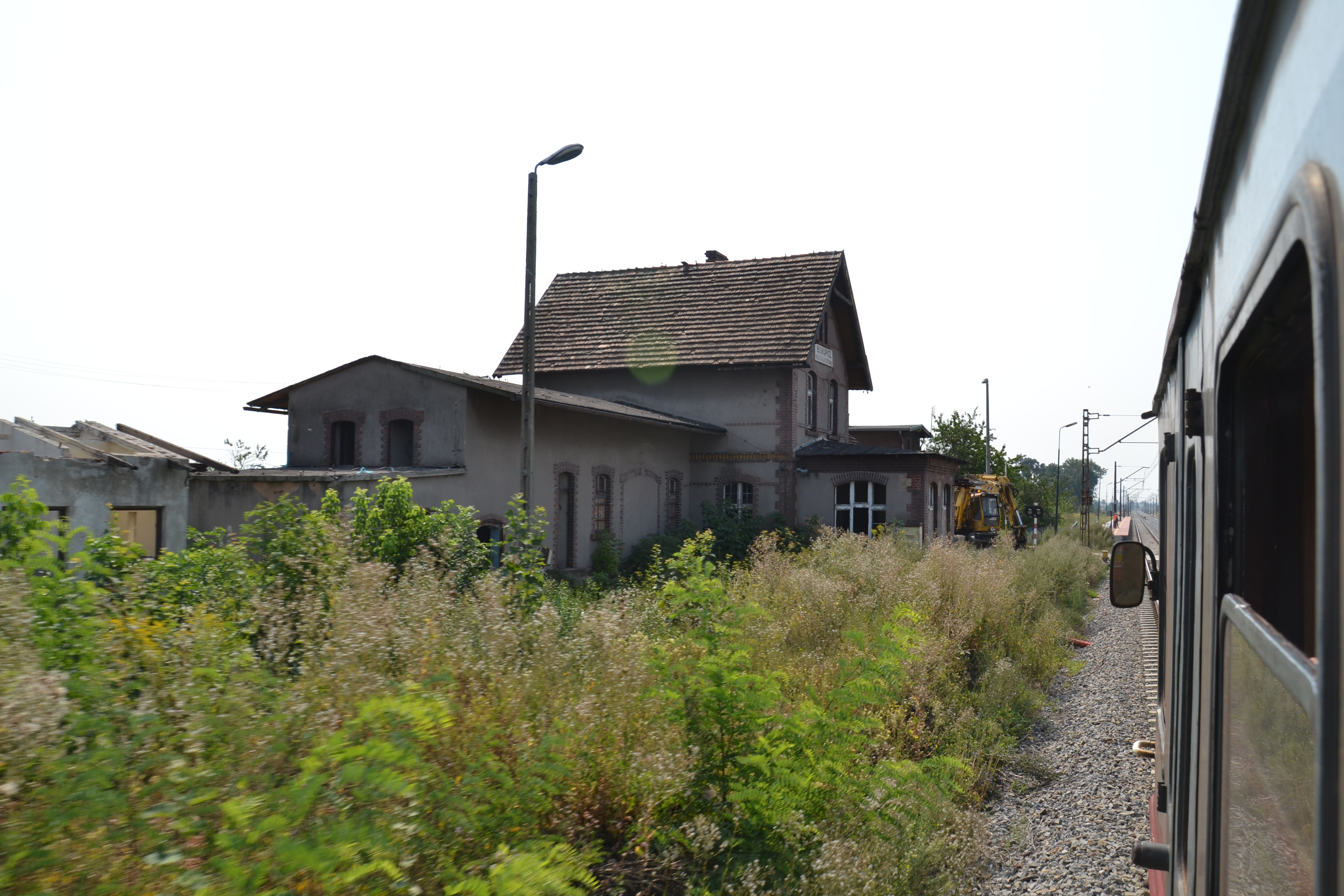
Bahnhof Biskupice

1393 wird das Dorf erstmals als Bysschoffdorff erwähnt.
1845 bestanden im Dorf eine evangelische Kirche, eine evangelische Schule und weitere 33 Häuser. Im gleichen Jahr lebten in Bischdorf 297 Menschen, davon 68 katholisch.  1874 wurde der Amtsbezirk Bischdorf gegründet. Erster Amtsvorsteher war der Freigutsbesitzer Bernhard Seidel. 1885 lebten in Bischdorf 221 Menschen.
1933 lebten in Bischdorf 332, 1939 wiederum 305 Menschen. Bis 1945 gehörte das Dorf zum Landkreis Kreuzburg O.S.
Als Folge des Zweiten Weltkriegs fiel Bischdorf 1945 wie der größte Teil Schlesiens unter polnische Verwaltung. Nachfolgend wurde der Ort in Biskupice  umbenannt und der Woiwodschaft Schlesien angeschlossen. 1950 wurde es der Woiwodschaft Oppeln eingegliedert. 1999 kam der Ort zum neu gegründeten Powiat Kluczborski (Kreis Kreuzburg).

## Sehenswürdigkeiten
- Die römisch-katholische Schrotholzkirche St. Johannes (Kościół św. Jana Chrzciciela) wurde 1626 erbaut. Der Kirchturm wurde im Jahr 1776 angefügt. Im Inneren befindet sich ein Kruzifix aus dem 17. Jahrhundert sowie ein spätbarocker Altar. Bis 1945 diente die Kirche als evangelisches Gotteshaus.[5] Seit 1958 steht die Kirche unter Denkmalschutz.[6]
- Jüdischer Friedhof
- Empfangsgebäude des Bahnhofs